# SN 1994G
SN 1994G – supernowa typu Ia odkryta 13 lutego 1994 roku w galaktyce A101926+5052. Jej maksymalna jasność wynosiła 21,52m.